# Ranunculus rigescens
Ranunculus rigescens är en ranunkelväxtart som beskrevs av Porphir Kiril Nicolai Stepanowitsch Turczaninow och Pavel Nikolaevich Ovczinnikov. Ranunculus rigescens ingår i släktet ranunkler, och familjen ranunkelväxter. Inga underarter finns listade i Catalogue of Life.